# Pinnaspis diaspiformis
Pinnaspis diaspiformis är en insektsart som först beskrevs av Robert Newstead 1908.  Pinnaspis diaspiformis ingår i släktet Pinnaspis och familjen pansarsköldlöss. Inga underarter finns listade i Catalogue of Life.